# Anatolanthias apiomycter
Anatolanthias apiomycter es una especie de pez de arrecife que habita en el sudeste del océano Pacífico, a lo largo de la Dorsal de Nazca. Es el único miembro del género Anatolanthias, en la subfamilia Anthiinae de la familia Serranidae.